# التحليل الهيكلي وتقنية التصميم

عنصر أساس SADT.

تقنية التحليل والتصميم الهيكلي (اختصارًا SADT) هي منهجية هندسة النظم وهندسة البرمجيات لوصف الأنظمة كتسلسل هرمي للوظائف. اختصارها SADT " سادت" : هي لغة نمذجة تحليل منظم، وهي تستخدم نوعين من الرسوم البيانية: نماذج النشاط ونماذج البيانات. تم تطويرها في أواخر الستينيات من قبل دوغلاس تي روس، وتم إضفاء الطابع الرسمي عليها ونشرت باسم IDEF0 في عام 1981.

## الملخص
تقنية التحليل والتصميم الهيكلة (سادت SADT) هي عبارة عن تدوين تخطيطي مصمم خصيصًا لمساعدة الأشخاص على وصف الأنظمة وفهمها. ذلك التدوين التخطيطي يقدم اللبنات الأساسية لتمثيل الكيانات (والحالات) والأنشطة، ومجموعة متنوعة من الأسهم لربط المربعات (أيقونات). هذه المربعات والسهام لها دلالات غير رسمية مرتبطة. يمكن استخدام "سادت" كأداة تحليل وظيفية لعملية معينة، باستخدام مستويات متتالية من التفاصيل. لا تسمح طريقة SADT فقط بتحديد احتياجات المستخدم لتطورات تكنولوجيا المعلومات، والتي غالبًا ما تستخدم في أنظمة المعلومات الصناعية، ولكن أيضًا لشرح وتقديم عمليات التصنيع وإجراءات النشاط.

## التاريخ
تم تطوير "سادت" واختباره ميدانيًا خلال الفترة من 1969 إلى 1973 بواسطة Douglas T. Ross and SofTech، Inc. تم استخدام المنهجية في مشروع MIT Automatic Programming Tool (APT). تلقى استخدامًا مكثفًا بدءًا من عام 1973 من قبل برنامج التصنيع بمساعدة الكمبيوتر التابع للقوات الجوية الأمريكية.
وفقًا لـ Levitt (2000)، تعد سادت SADT "جزءًا من سلسلة من الأساليب المنظمة، والتي تمثل مجموعة من تقنيات التحليل والتصميم والبرمجة التي تم تطويرها استجابة للمشاكل التي تواجه عالم البرمجيات من الستينيات إلى الثمانينيات من القرن الماضي. في هذا الإطار الزمني، تم تنفيذ معظم البرمجة التجارية في COBOL وFortran، ثم مخطط -C وBASIC. كان هناك القليل من الإرشادات حول تقنيات التصميم والبرمجة "الجيدة"، ولم تكن هناك تقنيات قياسية لتوثيق المتطلبات والتصاميم. أصبحت الأنظمة أكبر وأكثر تعقيدًا، وأصبح تطوير نظام المعلومات أكثر صعوبة، وأصبح وسيلة للمساعدة في إدارة البرامج الكبيرة والمعقدة.
كانت "سادت" SADT من بين سلسلة من الأساليب المنظمة المماثلة، والتي ظهرت منذ عام 1960 مثل:
- البرمجة المنظمة في حوالي عام 1967 مع Edsger W. Dijkstra.
- تصميم منظم حوالي عام 1975 مع لاري قسطنطين وإد يوردون
- تحليل منظم في حوالي عام 1978 مع توم دي ماركو ويوردون وجين وسارسون وماكمينامين وبالمر.
- هندسة تكنولوجيا المعلومات في حوالي عام 1990 مع جيمس مارتن.

في عام 1981 تم نشر الشكلية IDEF0، بناءً على SADT "سادت"

## موضوعات SADT

هيكل التحلل من أعلى إلى أسفل.

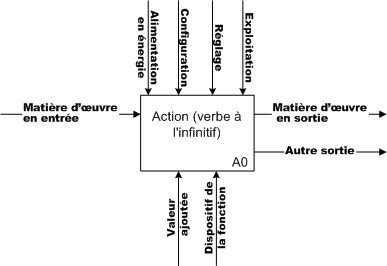
مثال لــ SADT.

### نهج من أعلى إلى أسفل
يستخدم التحليل الهيكلي وتقنية التصميم التحلل باستخدام نهج من أعلى إلى أسفل. يتم إجراء هذا التحلل فقط في المجال المادي من وجهة نظر التصميم البسيطة.

### المخططات
تستخدم سادت نوعين من المخططات: نماذج النشاط ونماذج البيانات. يستخدم الأسهم لبناء هذه الرسوم البيانية. تمثيل سادت هو كما يلي:
- مربع رئيسي حيث يتم تحديد اسم العملية أو الإجراء
- على الجانب الأيسر من هذا المربع، الأسهم الواردة: مدخلات inputs الإجراء.
- في الجزء العلوي، الأسهم الواردة: البيانات اللازمة للإجراء.
- في الجزء السفلي من المربع، الأسهم الواردة: تعني المستخدمة للإجراء.
- على الجانب الأيمن من المربع، الأسهم الصادرة: مخرجات الإجراء outputs.

دلالات الأسهم للأنشطة:
- المدخلات تدخل من اليسار وتمثل البيانات أو المواد الاستهلاكية التي يحتاجها النشاط.
- تخرج النواتج إلى اليمين وتمثل البيانات أو المنتجات التي ينتجها النشاط.
- تدخل عناصر التحكم من الأعلى وتمثل الأوامر أو الشروط التي تؤثر على تنفيذ النشاط ولكن لا يتم استهلاكها.
- تحدد الآليات الوسائل أو المكونات أو الأدوات المستخدمة لإنجاز النشاط. يمثل تخصيص الأنشطة.

دلالات الأسهم للبيانات:
- المدخلات هي الأنشطة التي تنتج البيانات.
- المخرجات تستهلك البيانات.
- تؤثر الضوابط على الحالة الداخلية للبيانات.

### الأدوار
وفقًا لما ذكره ميلوبوس (2004) في عملية تطوير البرمجيات، يمكن أو ينبغي التمييز بين عدة أدوار:
- مؤلف أو مطور نماذج SADT
- المعلقون الذين يراجعون عمل المؤلف
- القراء أو مستخدمي نماذج SADT
- الخبراء الذين يمكنهم تقديم المشورة للمؤلفين
- اللجنة الفنية أو المراجعين لنماذج SADT بالتفصيل
- أمين مكتبة المشروع، الذي يتحكم في وثائق المشروع
- مدير المشروع، الذي يتحكم في تحليل وتصميم النظام.
- مراقب أو محلل رئيسي لمساعدة مطوري ومستخدمي SADT
- مدرب لتدريب مطوري ومستخدمي SADT

## الاستخدام
يتم استخدام "سادت" لتدوين تخطيطي في التصميم المفاهيمي لهندسة البرمجيات وهندسة الأنظمة لرسم التطبيقات، وللقيام بتحليل منظم أكثر تفصيلاً، لتعريف المتطلبات، وتصميم منظم.